# Луис Альфонсо, герцог Анжуйский
Луи́с Альфо́нсо Бурбонский (фр. Louis Alphonse Gonzalve Victor Emmanuel Marc de Bourbon; исп. Luis Alfonso Gonzalo Víctor Manuel Marco de Borbón y Martínez-Bordiú; родился 25 апреля 1974 года, Мадрид) — член испанской королевской семьи, легитимистский претендент на трон Франции. Правнук короля Испании Альфонсо XIII и каудильо Франсиско Франко.

## Биография
Луис Альфонсо родился в Мадриде в 1974 году в семье принца Альфонсо и доньи Марии дель Кармен Мартинес-Бордью и Франко, внучки испанского диктатора Франсиско Франко. На тот момент отца принца — Альфонсо Хайме, герцога Анжу и Сеговии, — часть французских легитимистов считали законным претендентом на трон Франции. После его смерти в 1975 году Альфонсо стал главой Французского Королевского Дома и в этом качестве пожаловал своему второму сыну титул герцога Туреньского.
7 февраля 1984 старший брат Луиса Альфонсо Франсиско погиб в результате автокатастрофы. С этого времени Луис Альфонсо стал наследником своего отца и носил титул герцога Бурбонского. В 1989 году, после гибели отца, Луис Альфонсо стал главой Дома Бурбонов и претендентом на французский престол; он принял титул герцога Анжуйского.

## Семья
О подготовке Луиса Альфонсо к женитьбе на наследнице венесуэльского знатного рода Марии Маргарите Варгас Сантаэлле было объявлено в ноябре 2003. Гражданский брак был заключён в Каракасе 5 ноября 2004, церковный — 6 ноября 2004 в Ла-Романе, Доминиканская Республика. Никто из членов испанской королевской семьи не присутствовал на свадьбе. С 2005 года супруги живут в Венесуэле; Луис Альфонсо работает в Banco Occidental de Descuento.
В этом браке родились четверо детей — дочь и трое сыновей:
- Эухения (для французских легитимистов — принцесса Эжени де Бурбон) (род. 5 марта 2007 в Синайском медицинском центре в Майами);
- Луис, герцог Бургундский (род. 28 мая 2010 года с братом-близнецом);
- Альфонсо,  герцог Беррийский (род. 28 мая 2010 года с братом-близнецом);
- Энрике, герцог Туреньский (род. 1 февраля 2019 года).

## Титулы и звания
Луис Альфонсо поддерживается частью легитимистов как претендент на трон Франции; королевская семья Испании не поддерживает его в этом качестве. В настоящее время Луи Альфонсо претендует на следующие титулы и статусы:
- Титулярный герцог Анжуйский
- Титулярный король Франции
- Титулярный король Наварры
- Глава Дома Бурбонов
- Бальи Большого Креста Почета и Преданности Мальтийского ордена